# Owen Roberts
Pour les articles homonymes, voir Roberts.
Owen Josephus Roberts (2 mai 1875 – 17 mai 1955) fut un juge de la Cour suprême des États-Unis pendant 15 ans, de 1930 à 1945. Il dirigea la commission d'enquête sur l'attaque de Pearl Harbor.  

## Biographie
Roberts est né à Philadelphie en Pennsylvanie et fréquenta la Germantown Academy (en) puis l'université de Pennsylvanie, où il obtint son diplôme de droit en 1895. Il commença sa carrière comme assistant d'un avocat à Philadelphie. Il fut ensuite appelé par le Président Calvin Coolidge pour faire la lumière sur le scandale du Teapot Dome, une affaire de corruption concernant des réserves pétrolières fédérales.  
Il fut nommé à la Cour suprême en 1930 par le Président américain Herbert Hoover après que la nomination de John J. Parker ait été rejetée, à une voix près, par le Sénat américain. À la Cour, il sera souvent un swing vote (un vote bascule) entre ceux, comme les juges Louis Brandeis, Benjamin Cardozo, Harlan Fiske Stone ou le Président de la Cour (Chief Justice) Charles Evans Hughes, qui allaient avoir une interprétation large de la clause du commerce (en) pour permettre au Congrès américain de faire passer la législation sur le New Deal qui donnait un plus grand rôle au gouvernement fédéral dans l'économie nationale et les « quatre cavaliers de la Cour suprême », les « Four Horsemen » — les juges James Clark McReynolds, Pierce Butler, George Sutherland et Willis Van Devanter (en) — qui étaient en faveur d'une interprétation plus stricte de cette clause du commerce et pour qui le Quatorzième amendement protégeait une forte « liberté de contrat ». Alors qu'il votait dans le même sens que ces derniers, déclarant inconstitutionnels les lois du New deal qui arrivaient à la Cour suprême, son changement de vote en 1937 fut appelé alors le « The switch in time that saved nine », littéralement « le revirement qui a sauvé les neuf », le président Roosevelt s'apprêtant à déposer un projet de loi pour augmenter significativement le nombre de juges pour permettre le passage ses lois.  
Roberts fut nommé par le président Franklin D. Roosevelt à la tête de la Commission d'enquête sur l'attaque de Pearl Harbor (la « Commission Robert (en) ») en décembre 1941. Son rapport devant le Congrès en janvier 1942, fut très critique à l'égard de l'armée américaine. Plus tard, Roberts sera l'une des voies minoritaires dans la décision de la Cour favorable au maintien de l'internement des Américains d'origine japonaise dans des camps de la côte Ouest américaine en 1944 (cas Korematsu v. États-Unis). Il sera nommé une nouvelle fois par le président Roosevelt à la tête d'une nouvelle commission, également couramment appelée Commission Roberts, active entre 1943 et 1946,  pour aider l'armée américaine à protéger les œuvres cultuelles dans les territoires européens occupés par les Alliés et à faire l'inventaire des œuvres spoliées par les nazis.    
Dans ses dernières années à la Cour suprême, Roberts se retrouva à être le seul juge à ne pas avoir été nommé par le Président Roosevelt. Il devint frustré par la volonté des autres juges à renverser les décisions précédentes de la Cour et avec ce qu'il considérait comme des décisions orientées vers le libéralisme. Roberts fut ainsi un minoritaire quelque peu amer en 1944 dans le cas Smith v. Allwright (en) qui a amené la Cour à rendre une décision inverse à celle qu'elle avait rendue neuf ans plus tôt, décision alors rédigée par Roberts lui-même. On lui prête alors cette phrase: « les jugements de ce tribunal sont dans la même catégorie que les billets de train à usage limité, bon pour cette journée et ce train seulement. »
Il démissionna de la Cour suprême en juillet 1945. Il fut ensuite le doyen de l'école de droit de l'université de Pennsylvanie. 
Il mourut d'une longue maladie dans sa ferme du comté de Chester, dans le sud-est de la Pennsylvanie, le 17 mai 1955 à 80 ans.

## Source
- (en) Cet article est partiellement ou en totalité issu de l’article de Wikipédia en anglais intitulé « Owen Roberts » (voir la liste des auteurs).